# Gregory La Cava
Gregory La Cava (Towanda, 10 marzo 1892 – Malibù, 1º marzo 1952) è stato un regista, produttore cinematografico e sceneggiatore statunitense.

## Biografia
George Gregory La Cava nacque a Towanda, in Pennsylvania, ma da ragazzo si trasferì con la famiglia a Rochester (New York), dove completò le scuole superiori e iniziò a lavorare come reporter per il Rochester Evening Times. Fine disegnatore, decise di frequentare il Chicago Art Institute e quindi la National Academy of Design a New York, distinguendosi come autore di fumetti per vari giornali.
Iniziò a lavorare nel cinema nel campo dell'animazione e fu uno dei primi a cimentarsi in questo campo insieme a Walter Lantz. Negli anni venti cominciò l'attività di regista di film western e commedie che, come accadeva all'epoca, venivano prodotti e girati in fretta (circa 25 film in 7 anni). Diresse tra l'altro Clara Bow nel suo debutto nel film Beyond the Rainbow (1922). 
Il vero successo giunse con l'avvento del sonoro, quando nel 1929 diresse uno dei primi film sonori: Saturday's Children con Corinne Griffith. È in questi anni che La Cava realizzò le sue opere migliori, commedie e drammi che vertono più o meno tutti sul suo argomento preferito: le differenze di classe e le loro conseguenze. Alcuni film pongono riflessioni su come vivono persone di ceti diversi e sulle loro possibili interazioni, mentre altri si concentrano sui diversi modi di affrontare le difficoltà pur partendo dalla stessa condizione sociale. 
Lavorò con grandi nomi quali Irene Dunne, Katharine Hepburn, Ginger Rogers, William Powell, Carole Lombard e Adolphe Menjou. Ottenne due candidature al Premio Oscar al miglior regista per L'impareggiabile Godfrey (1936) e Palcoscenico (1937). Nel primo film, il protagonista è un ricco caduto in disgrazia dopo la Grande depressione e che, ritrovatosi a fare il maggiordomo, insegna ai padroni il valore del denaro.
Gravemente alcolizzato, si ritirò a vita privata nel 1947.
La sua stella è presente sulla Hollywood Walk of Fame di Los Angeles.

## Filmografia

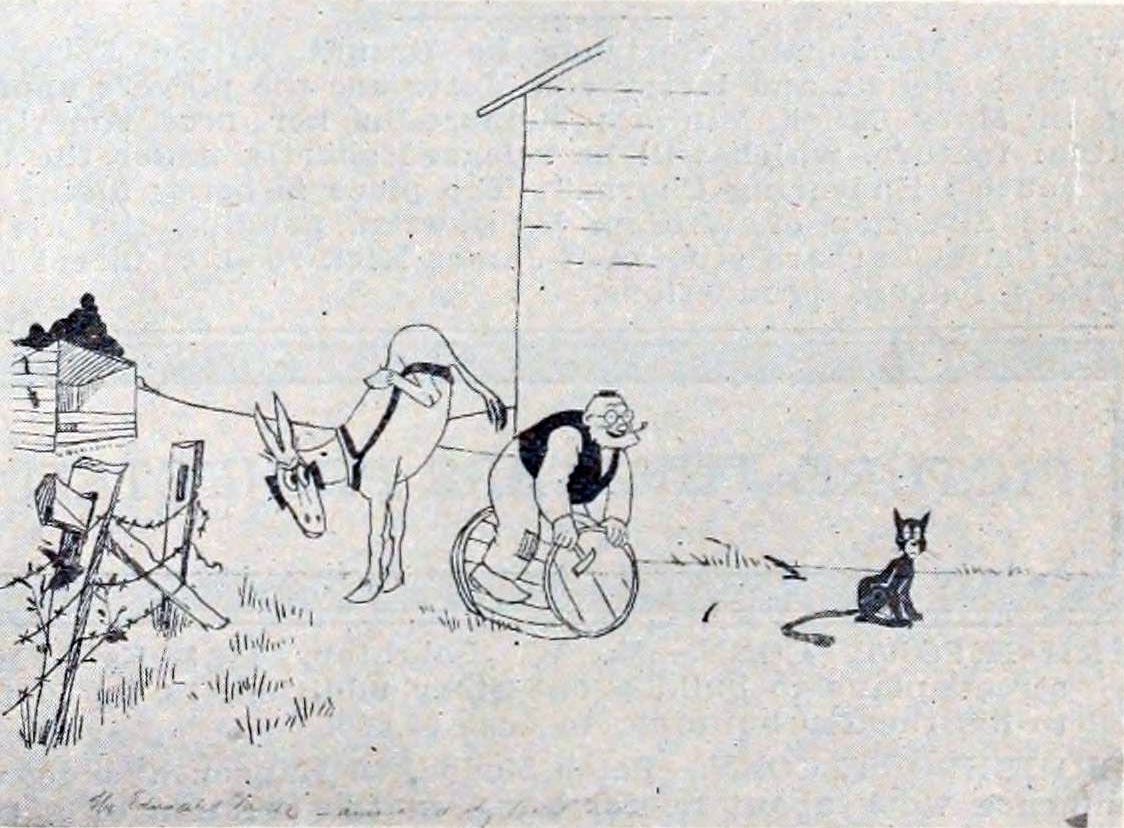
Maud the Educated Mule (1916)

### Regista
- Der Captain's Magic Act – cortometraggio (1916)
- Adventures of Mr. Nobody Holme – cortometraggio (1916)
- Bang Go the Rifles – cortometraggio (1916)
- Poor Si Keele – cortometraggio (1916)
- Krazy and Ignatz Discuss the Letter 'G' – cortometraggio (1916)
- A Quiet Day in the Country – cortometraggio (1916)
- Maud the Educated Mule – cortometraggio (1916)
- Round and Round Again – cortometraggio (1916)
- He Tries the Movies Again – cortometraggio (1916)
- Jerry Ships a Circus – cortometraggio (1916)
- Father Gets Into the Movies – cortometraggio (1916)
- Captain Goes a-Swimming – cortometraggio (1916)
- Just Like a Woman – cortometraggio (1916)
- Happy Hooligan - A Trip To The Moon – cortometraggio (1917)
- The Spider and the Fly – cortometraggio (1917)
- Music Hath Charms – cortometraggio (1917)
- Doing His Bit – cortometraggio (1918)
- A Sweet Pickle – cortometraggio (1919)
- Restless Wives (1924)
- So's Your Old Man (1926)
- Let's Get Married (1926)
- Tastatemi il polso (Feel My Pulse) (1928)
- Naufraghi dell'amore (Half a Bride) (1928)
- Big News (1929)
- Saturday's Children (1929)
- Una donna intraprendente (Smart Woman) (1931)
- Diventa ricco e ridi (Laugh and Get Rich) (1931)
- L'età della ragione (The Age of Consent) (1932)
- Melodie della vita (Symphony of Six Millions) (1932)
- La verità seminuda (The Half-Naked Truth) (1932)
- Rinunzie (Gallant Lady) (1933)
- Letto di rose (Bed of Roses) (1933)
- Gabriel Over the White House (1933)
- What Every Woman Knows (1934)
- Gli amori di Benvenuto Cellini (The Affairs of Cellini) (1934)
- Voglio essere amata (She Married Her Boss) (1935)
- Private Worlds (Private Worlds) (1936)
- L'impareggiabile Godfrey (My Man Godfrey) (1936)
- Palcoscenico (Stage Door) (1937)
- La ragazza della 5ª strada (Fifth Avenue Girl) (1939)
- Il piccolo porto (Primrose Path) (1940)
- Quella notte con te (Unfinished Business) (1941)
- Le stranezze di Jane Palmer (The Lady in a Jam) (1942)
- Living in a Big Way (1947)

### Sceneggiatore
- Piccolo porto (Primrose Path), regia di Gregory La Cava (1940)